# Adolfo Serafino
Adolfo Serafino (Rivarolo Canavese, 31 maggio 1920 – Frossasco, 4 novembre 1944) è stato un militare e partigiano italiano.
Ufficiale degli Alpini, Medaglia d'oro al valor militare alla memoria.

## Biografia
Studia alla Scuola militare "Teulié".
Nel 1941 è nominato comandante del Battaglione Alpini "Pinerolo" e mandato in Jugoslavia. Rientrato in Italia, nell'estate del 1943 si trova a Massa Carrara come comandante del Battaglione "Val di Fassa", inquadrato nel 3º Gruppo Alpini "Valle" al comando del col. Vigliero.
Con l'8 settembre gli ordini dall'alto cessano di arrivare ma il Gruppo decide autonomamente di schierarsi a difesa del porto di La Spezia, nella cui base navale era alla fonda il grosso della Regia Marina, dall'attacco della 301ª Divisione Corazzata della Wehrmacht, forte di 12 carri armati Tigre e integrata da parte della 305ª Panzer-Division e da un intero reggimento di SS.
Ai carri "Tigre" che avanzavano in seguito al secondo rifiuto, l'ufficiale oppone i suoi due pezzi: una Divisione con 12 carri armati contro un pugno di Alpini con due cannoni. Questi ardimentosi sbarrarono il passo al nemico per tutta la giornata distruggendo due carri e danneggiandone un terzo, finché la sera, ricevuto l'ordine, ripiegarono su Piana di Maggio. Ritenendo ancora scarsa la loro opera si appostarono sulla Via Aurelia facendo salire le perdite tedesche a 23 morti, fra cui un colonnello, 6 ufficiali, una trentina di soldati feriti; tre carri armati "Tigre", cinque automezzi, otto motocicli fra distrutti e danneggiati, contro nessuna perdita da parte nostra.»
L'11 settembre, subito dopo avere permesso alla maggior parte della squadra navale di prendere il largo, il 3º Gruppo Alpini "Valle" viene disciolto. Serafino, tornato in Piemonte, viene incaricato dal governo del sud di infiltrarsi nel neo costituito esercito di Salò. Fino a maggio 1944 riesce a far passare importanti informazioni ma viene sospettato e incarcerato. Rilasciato dopo due mesi raggiunge il fratello Ettore il quale è impegnato nella Resistenza.
Nell'autunno del 1944 riveste il ruolo di capo di stato maggiore della Divisione Alpina Val Chisone, di cui fecero parte anche la medaglia d'oro al valor militare Enzo Giovanni Caffer e il fratello Dario, entrambi morti combattendo. Serafino cade ucciso pochi mesi dopo di loro, in uno scontro con i nazifascisti in località Frossasco; dopo la sua morte la 44ª Divisione partigiana "Val Chisone" prende il suo nome "Serafino", al comando del fratello Ettore.
Gli è stato intitolato il 13º corso 2008-2011 della Scuola Militare “Teuliè”, scuola da lui frequentata.